# Ftalocyjanina
Ftalocyjanina – organiczny związek chemiczny o budowie zbliżonej do występującej w przyrodzie porfiryny. Jej pochodne, szczególnie jej kompleksy z kobaltem, niklem i miedzią, są stosowane jako barwniki o barwach od czerwonej po granatową. Szacuje się, że ok. 25% przemysłowo stosowanych barwników to różne pochodne ftalocyjaniny.
Pochodne ftalocyjaniny znajdują zastosowanie w przemyśle poligraficznym, włókienniczym, do barwienia tworzyw sztucznych, farb, lakierów, wyrobów gumowych. Pierwsze płyty CD-R zawierały barwniki oparte na ftalocyjaninach, które posiadały zdolność trwałej zmiany swojej barwy pod wpływem światła lasera nagrywarki, co umożliwiało nieodwracalną, jednorazową archiwizację danych.